# Pietro Gay di Quarti
Pietro Antonio Giuseppe Gay, conte di Quarti (Torino, 1768 – Torino, 26 gennaio 1842) è stato un nobile italiano, sindaco di Torino nel 1824.

## Biografia
Figlio del conte Giuseppe Francesco Girolamo (1730-1787) e di Maria Anna Genoveffa Villata, contessa di Piana, sposò 
Saveria Maria Teresa Giacinta Giusiana, contessa di Primeglio (1778-1857), con cui ebbe nove figli.
Laureato in legge, fu mastro uditore nella camera dei conti, decurione e poi mastro di ragione.
Fu sindaco di Torino di seconda classe nel 1824, con Carlo Giuseppe Luigi Perrone di San Martino.